# Brian James Barnes
Brian James Patrick Barnes OFM (* 23. März 1933 in Wingham, New South Wales; † 9. Mai 2017 in Sydney, Australien) war ein australischer Ordensgeistlicher und römisch-katholischer Erzbischof von Port Moresby in Papua-Neuguinea.

## Leben
Brian James Barnes trat der Ordensgemeinschaft der Franziskaner bei, legte am 18. Februar 1952 die Profess ab und empfing am 12. Juli 1958 die Priesterweihe.
Papst Johannes Paul II. ernannte ihn am 3. Oktober 1987 zum Bischof von Aitape. Die Bischofsweihe spendete ihm der Erzbischof von Madang, Leo Clement Andrew Arkfeld SVD, am 10. Februar 1988; Mitkonsekratoren waren Benedict To Varpin, Bischof von Bereina, und Erzbischof Antonio Maria Vegliò, Apostolische Pro-Nuntius in Papua-Neuguinea und auf den Salomonen. 
Am 14. Juni 1997 berief ihn Johannes Paul II. zum Erzbischof von Port Moresby. Am 26. März 2008 nahm Papst Benedikt XVI. sein altersbedingtes Rücktrittsgesuch an. 
Brian James Barnes wurde 2011 von der Regierung Papua-Neuguineas zum Chief Grand Commander des Order of Logohu (GCL) ernannt. Er war Mitglied des britischen Ritterordens Order of the British Empire (MBE, KBE).